# Tablice miąższości drzew stojących
Tablice miąższości drzew stojących stanowią zbiór liczb, przedstawiający przeciętną miąższość drzewa w zależności od niektórych jego wymiarów. Najczęściej wymiarami tymi są pierśnica i wysokość drzewa.
W Polsce stosowane są do dziś tablice miąższości dla drzew opracowane przez Grundnera i Schwappacha (zwane są potocznie tablicami Schwappacha). Podają one miąższość całego drzewa oraz miąższość grubizny drzewa w zależności od pierśnicy i wysokości drzewa. Tablice opracowano dla sosny, świerka, jodły, modrzewia, buka, dębu, brzozy i olszy. Dla niektórych gatunków drzew opracowano tabele uwzględniające wiek drzewostanu. Dla sosny opracowano dwie tabele: dla wieku do 80 lat i ponad 80 lat. W Polsce stosowane są również tablice miąższości dla drzew w opracowaniu Czuraja, Radwańskiego i Strzemeskiego. Oryginalne są tablice miąższości dla sosny i świerka opracowane przez Radwańskiego.
Określenie miąższości drzewa na podstawie tablic miąższości opartych na pierśnicy i wysokości wymaga uprzedniego zmierzenia tych cech drzewa. Dokonanie odczytu miąższości drzewa jest jednak możliwe tylko wówczas, kiedy wymiary pierśnicy i wysokości zaokrągli się do odpowiednich jednostek. Dla uzyskania większej dokładności wyniku, należy przeprowadzić interpolację podwójną - uwzględniającą wymiar pierśnicy i wysokości.
Do niektórych celów praktyki gospodarki leśnej wymagana jest znajomość miąższości bez kory strzały i części strzały drzewa stojącego. Do tego celu służą tablice opracowane w Polsce przez Radwańskiego. Tablice podają grubość bez kory w różnych miejscach strzały oraz miąższość bez kory od podstawy do różnych wysokości. Tablice pozwalają na określenie miąższości bez kory części pnia z dowolnej wysokości. Przy posługiwaniu się tablicami wymagana jest znajomość pierśnicy drzewa w korze oraz wysokości drzewa. Tablice mogą znaleźć zastosowanie przy wykonywaniu szacunków brakarskich. Tablice Radwańskiego podają również miąższość strzały w korze i bez kory, procent miąższości kory (miąższość kory wyrażona w procentach miąższości strzały w korze) oraz miąższość gałęzi. Radwański opracował takie tablice dla sosny, świerka, jodły i olszy.

## Literatura
- B. Alexandrowicz: Wyrachowanie miąższości drzewa, Warszawa 1942
- Arkadiusz Bruchwald: Tablice służące do określania pierśnicy i miąższości drzewa na podstawie średnicy pniaka. Warszawa: Centrum Informacyjne Lasów Państwowych, 2003. ISBN 83-88478-12-5. Brak numerów stron w książce
- Marian Czuraj: Tablice miąższości kłód odziomkowych i drzew stojących. Warszawa: Państ. Wydaw. Rolnicze i Leśne : na zlec. Naczelnego Zarządu Lasów Państwowych, 1991. ISBN 83-09-01262-4. Brak numerów stron w książce
- Marian Czuraj; Bolesław Radwański; Stanisław Strzemeski: Tablice miąższości drzew stojących, PWRiL, Warszawa 1960
- A. Gottwald: Tabele miąższości drzew stojących dla sosny, świerka, jodły, modrzewia, dębu, buku, brzozy i olszy, Warszawa
- Władysław Olszowski: Tablice miąższości drzew stojących (...), Warszawa 1912

oraz: 
- Bruchwald A., Rymer-Dudzińska T.: Tablice miąższości strzał bez kory dla drzewostanów sosnowych. (b) ZN SGGW-AR, Leśnictwo 26, 1978
- Bruchwald A., Rymer-Dudzińska T.: Równania empiryczne do określania miąższości grubizny strzały drzew stojących dla świerka, Sylwan 1987 nr 5